# Hoplophthiracarus kugohi
Hoplophthiracarus kugohi is een mijtensoort uit de familie van de Phthiracaridae. De wetenschappelijke naam van de soort is voor het eerst geldig gepubliceerd in 1959 door Aoki.